# Championnat des États-Unis de rugby à XV 2013
Navigation
Rugby Super League 2012 Championnat des États-Unis 2014
Le championnat des États-Unis  de rugby à XV 2013 ou Elite Cup 2013 est la 18e édition de la compétition qui se déroule du 16 mars au 25 mai 2013. Elle oppose les huit meilleures équipes des États-Unis.

## Liste des équipes en compétition
La compétition oppose pour la saison 2013 les huit meilleures équipes américaines de rugby à XV :
| Club                      | Entraîneur      | Capitaine | Stade             | Capacité |
| ------------------------- | --------------- | --------- | ----------------- | -------- |
| Boston Irish Wolfhounds   | Eugene Mountjoy | -         | Franklin Park     | 500      |
| Denver Barbarians         | Jason Kelly     | -         | Shea Stadium      | 18 000   |
| Glendale Raptors          | Andre Snyman    | -         | Infinity Park     | 4 000    |
| Life Running Eagles       | Dan Payne       | -         | LU Sports Complex | 10 000   |
| New York Athletic Club    | Mike Tolkin     | -         | Travers Island    | 5 000    |
| Old Blue RFC              | Marty Veale     | -         | Baker Field       | 1 200    |
| Old Puget Sound Beach     | Evan Haigh      | -         | Magnuson Park     | 3 000    |
| San Francisco Golden Gate | Grant Wells     | -         | Rocca Field       | 4 500    |

## Phase régulière

### Conférence Ouest

#### Classement
| Rang | Club                      | J | V | N | D | Bo | Bd | Pm  | Pe  | Diff | Pts |
| ---- | ------------------------- | - | - | - | - | -- | -- | --- | --- | ---- | --- |
| 1    | San Francisco Golden Gate | 3 | 3 | 0 | 0 | 3  | 0  | 108 | 60  | +48  | 15  |
| 2    | Old Puget Sound Beach     | 3 | 1 | 0 | 2 | 3  | 0  | 105 | 99  | +6   | 7   |
| 3    | Glendale Raptors          | 3 | 1 | 0 | 2 | 1  | 1  | 77  | 115 | -38  | 6   |
| 4    | Denver Barbarians         | 3 | 1 | 0 | 2 | 1  | 1  | 70  | 108 | -38  | 6   |

|  | Qualifiés pour le play-off (no 1, no 2). |

Attribution des points : victoire sur tapis vert : 5, victoire : 4, match nul : 2, défaite : 0, forfait : -2 ; plus les bonus (offensif : 4 essais marqués ; défensif : défaite par 7 points d'écart maximum).

#### Résultats
L'équipe qui reçoit est indiquée dans la colonne de gauche.
| Clubs                 | DEN   | GLE   | OLD   | SAN   |
| --------------------- | ----- | ----- | ----- | ----- |
| Denver Barbarians     |       | 33-28 |       | 23-29 |
| Glendale Raptors      |       |       | 49-39 |       |
| Old Puget Sound Beach | 39-14 |       |       | 27-36 |
| S.F.G.G.              |       | 43-10 |       |       |

|  | Victoire à domicile |  | Match nul |  | Défaite à domicile |

### Conférence Est

#### Classement
| Rang | Club                       | J | V | N | D | Bo | Bd | Pm | Pe  | Diff | Pts |
| ---- | -------------------------- | - | - | - | - | -- | -- | -- | --- | ---- | --- |
| 1    | New York Athletic Club (T) | 3 | 3 | 0 | 0 | 2  | 0  | 82 | 58  | +24  | 14  |
| 2    | Life Running Eagles        | 3 | 2 | 0 | 1 | 2  | 1  | 99 | 62  | +37  | 11  |
| 3    | Old Blue RFC               | 3 | 1 | 0 | 2 | 1  | 1  | 72 | 71  | +1   | 6   |
| 4    | Boston Irish Wolfhounds    | 3 | 0 | 0 | 3 | 0  | 1  | 55 | 117 | -62  | 1   |

|  | Qualifiés pour le play-off (no 1, no 2). |
|  | T : tenant du titre 2012                 |

Attribution des points : victoire sur tapis vert : 5, victoire : 4, match nul : 2, défaite : 0, forfait : -2 ; plus les bonus (offensif : 4 essais marqués ; défensif : défaite par 7 points d'écart maximum).

#### Résultats
L'équipe qui reçoit est indiquée dans la colonne de gauche.
| Clubs                   | WOL   | LIF   | NYA   | ONY   |
| ----------------------- | ----- | ----- | ----- | ----- |
| Boston Irish Wolfhounds |       |       |       | 17-37 |
| Life Running Eagles     | 52-16 |       |       |       |
| New York Athletic Club  | 28-22 | 25-22 |       |       |
| Old Blue RFC            |       | 21-25 | 14-29 |       |

|  | Victoire à domicile |  | Match nul |  | Défaite à domicile |

## Phase finale

### Tableau final
|  | Demi-finales              | Demi-finales        |                           |    | Finale      | Finale |
|  | Demi-finales              | Demi-finales        |                           |    | Finale      | Finale |
|  |                           |                     |                           |    |             |        |
|  |                           |                     |                           |    | 25 mai 2013 |        |
|  |                           |                     |                           |    |             |        |
|  | San Francisco Golden Gate | 22                  |                           |    |             |        |
|  | San Francisco Golden Gate | 22                  |                           |    |             |        |
|  | Old Puget Sound Beach     | 17                  |                           |    |             |        |
|  | Old Puget Sound Beach     | 17                  | San Francisco Golden Gate | 31 |             |        |
|  |                           |                     | San Francisco Golden Gate | 31 |             |        |
|  |                           | Life Running Eagles | 26                        |    |             |        |
|  | New York Athletic Club    | Life Running Eagles | 26                        | 17 |             |        |
|  | New York Athletic Club    |                     |                           | 17 |             |        |
|  | Life Running Eagles       | 41                  |                           |    |             |        |
|  | Life Running Eagles       | 41                  |                           |    |             |        |

### Demi-finales
|  | San Francisco Golden Gate | 22 - 17 | Old Puget Sound Beach |  |
|  |                           |         |                       |  |
|  |                           |         |                       |  |

|  | New York Athletic Club | 17 - 41 | Life Running Eagles |  |
|  |                        |         |                     |  |
|  |                        |         |                     |  |

### Finale
| 25 mai 2013 17 h 00 UTC-6 | San Francisco Golden Gate | 31 - 26 (12 - 12) | Life Running Eagles | Infinity Park, Glendale (Colorado) |
| 25 mai 2013 17 h 00 UTC-6 |                           |                   |                     | Infinity Park, Glendale (Colorado) |
| 25 mai 2013 17 h 00 UTC-6 |                           |                   |                     | Infinity Park, Glendale (Colorado) |

## Vainqueur
| Entraîneur | Entraîneur             | Grant Wells           |
| Avants     | Pilier                 | Nelson, Fukofuka      |
| Avants     | Talonneur              | Barrett               |
| Avants     | Deuxième ligne         | Rooke, J. Thomas      |
| Avants     | Troisième ligne aile   | Laprevotte, B. Thomas |
| Avants     | Troisième ligne centre | Koloamatangi          |
| Arrières   | Demi de mêlée          | Timoteo (cap.)        |
| Arrières   | Demi d'ouverture       | Rouse                 |
| Arrières   | Centre                 | Pulu, Pone            |
| Arrières   | Ailier                 | Van Meter, Colata     |
| Arrières   | Arrière                | McFarland             |

## Statistiques

### Meilleurs marqueurs d'essais
| Rang | Joueur          | Club                      | Essais |
| ---- | --------------- | ------------------------- | ------ |
| 1    | Dewon Reed      | Glendale Raptors          | 4      |
| -    | Fili Botitu     | Old Puget Sound Beach     | 4      |
| 3    | Phil White      | Denver Barbarians         | 3      |
| -    | Toby L'Estrange | New York Athletic Club    | 3      |
| -    | Jeff Van Meter  | San Francisco Golden Gate | 3      |

### Meilleurs marqueurs de points
| Rang | Joueur            | Club                    | Points |
| ---- | ----------------- | ----------------------- | ------ |
| 1    | Richard Lobb      | Boston Irish Wolfhounds | 40     |
| 2    | Shaun Davies      | Glendale Raptors        | 39     |
| 3    | Adam Siddall      | Old Blue RFC            | 37     |
| 4    | Aza McMaster      | Life Running Eagles     | 27     |
| 5    | Russell Armstrong | Old Puget Sound Beach   | 24     |